# Брод Топ Сити (Пенсилванија)
Брод Топ Сити (енгл. Broad Top City) град је у америчкој савезној држави Пенсилванија.

## Демографија
По попису из 2010. године број становника је 452, што је 68 (17,7%) становника више него 2000. године.
| Група             | 2000.        | 2010.       |
| Белци             | 384 (100,0%) | 444 (98,2%) |
| Афроамериканци    | 0 (0,0%)     | 0 (0,0%)    |
| Азијати           | 0 (0,0%)     | 0 (0,0%)    |
| Хиспаноамериканци | 0 (0,0%)     | 2 (0,4%)    |
| Укупно            | 384          | 452         |